# 日本ユネスコ国内委員会
日本ユネスコ国内委員会（にっぽんユネスコこくないいいんかい、英語：Japanese National Commission for UNESCO）は、文部科学省の特別の機関である。ただし、ユネスコの日本支部ではない。

## 概要
国際連合教育科学文化機関憲章（ユネスコ憲章）第7条及びユネスコ活動に関する法律に基づき、1952年（昭和27年）に設置された文部科学省の特別の機関である。ユネスコ憲章に定められている「国内協力団体」として、日本における官民一体のユネスコ活動に関する助言、企画、連絡及び調査を行っている。事務局は文部科学省国際統括官付に置かれ、事務総長は文部科学省国際統括官が務めている。
下部組織として、有識者らによる運営小委員会、選考小委員会及び6つの専門小委員会がある。